# Reseda, Los Angeles
Reseda är en stadsdel (district) i San Fernando Valley-området i Los Angeles i delstaten Kalifornien, USA. Det är 15,2 kvadratkilometer (till ytan).
Enligt folkräkningen 2000 fanns det 68 174 invånare (år 2008 uppskattades invånarantalet till 66 574). Befolkningstätheten är ungefär som staden Los Angeles i stort.